# Porthcawl
Porthcawl este un oraș cu 16,000 loc. situat pe coasta de sud a Țării Galilor, Marea Britanie. El se află la 40 km vest de Cardiff și 30 km sud-est de Swansea. 

## Personalități marcante
- Simon Richardson, ciclist, campion paralimpic